# 豆制品
豆制品，一类食品的统称。广义上指的是以大豆、小豆、豌豆、绿豆等豆类为主要原料加工而成的食品。狭义上指的是主要以大豆的豆浆凝固而成的豆腐及其衍生制品。豆製品通常不包括花生、咖啡豆之製品。
豆制品主要有发酵豆制品，和非发酵豆制品两大类，发酵豆制品又可分為無鹽發酵豆製品和非無鹽發酵豆製品：

## 干豆

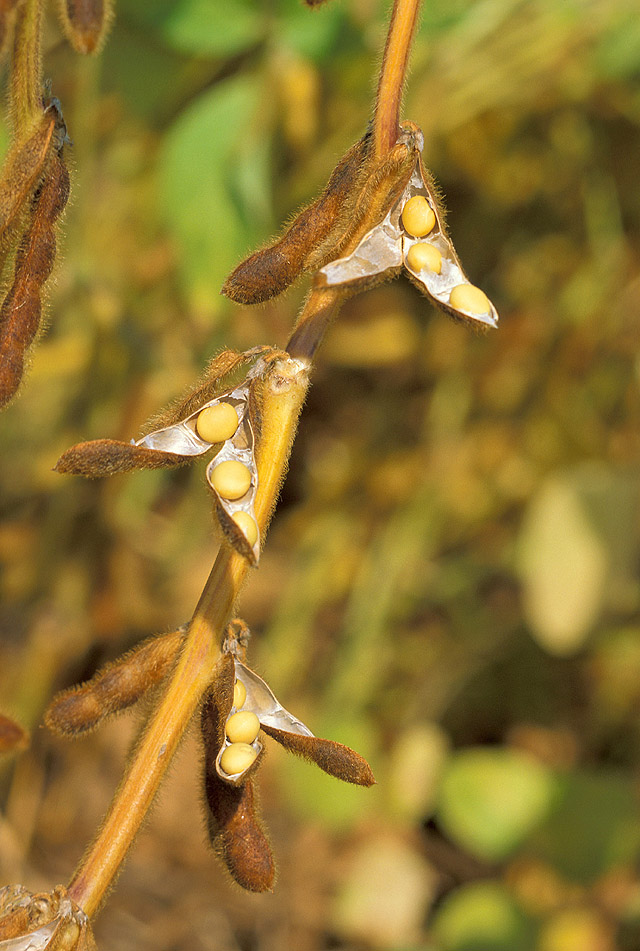
黄豆
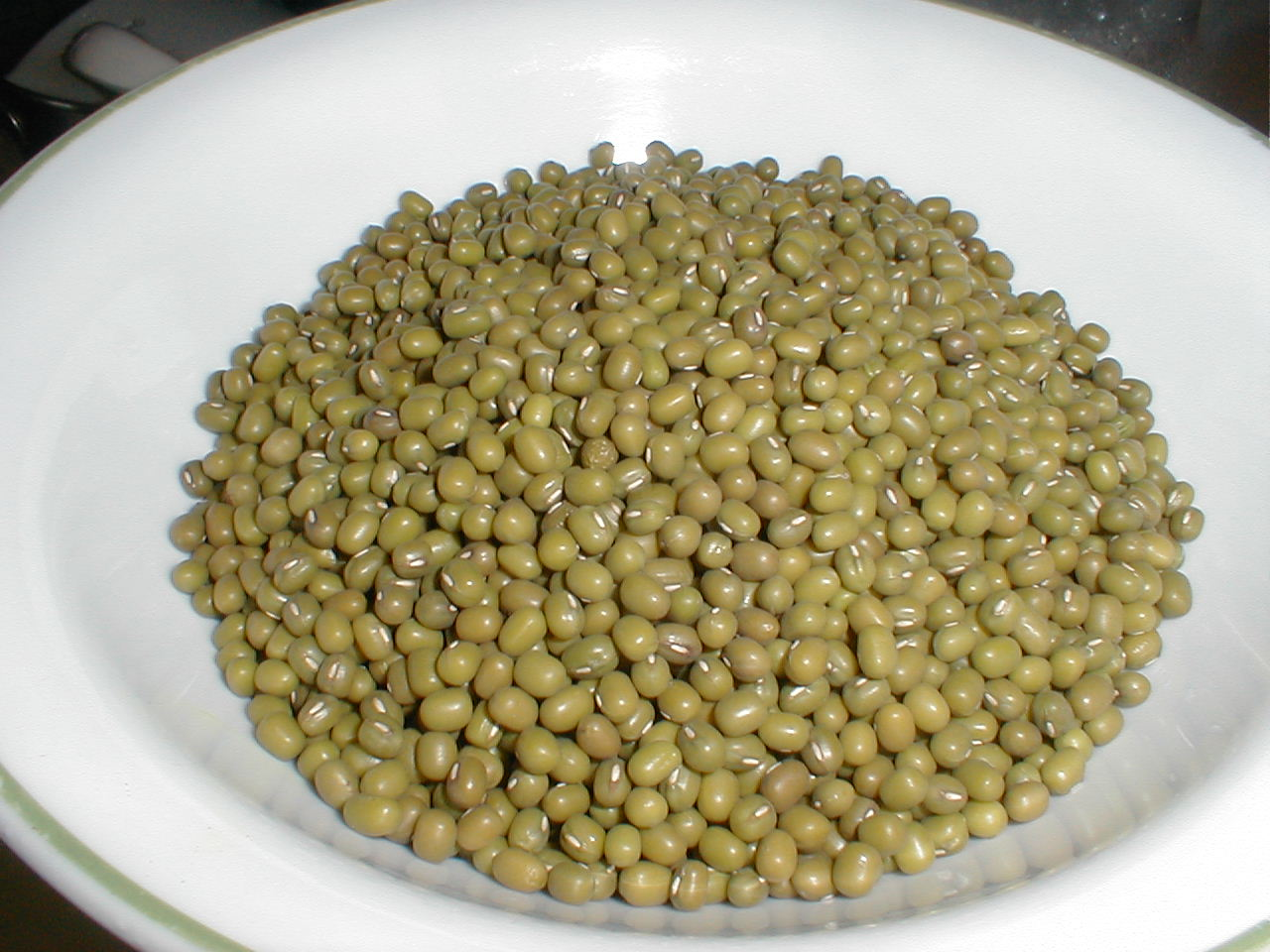
绿豆
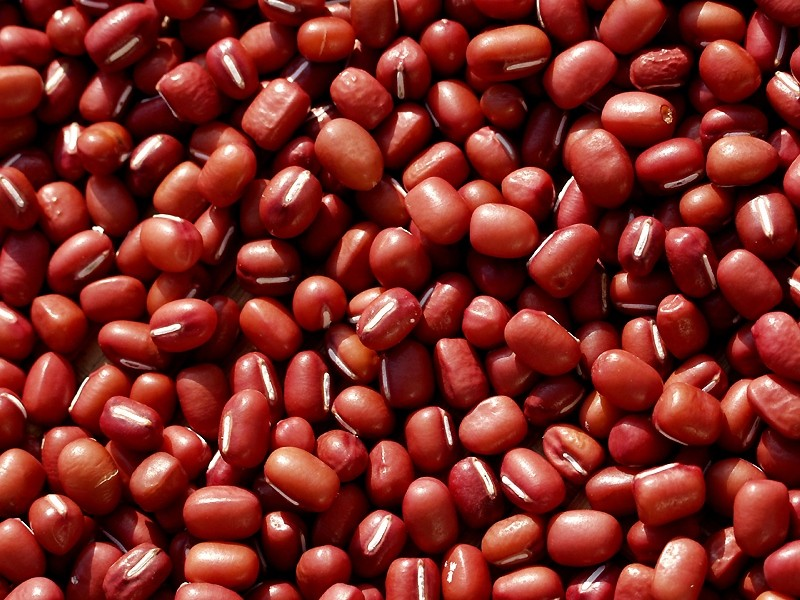
红豆
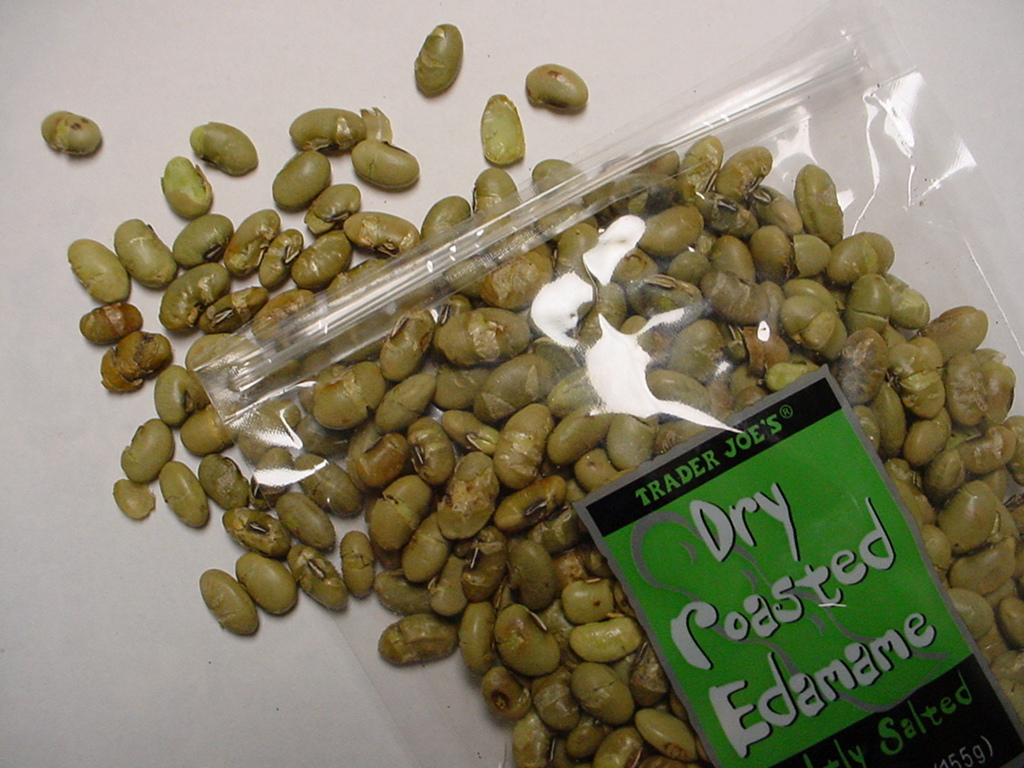
毛豆
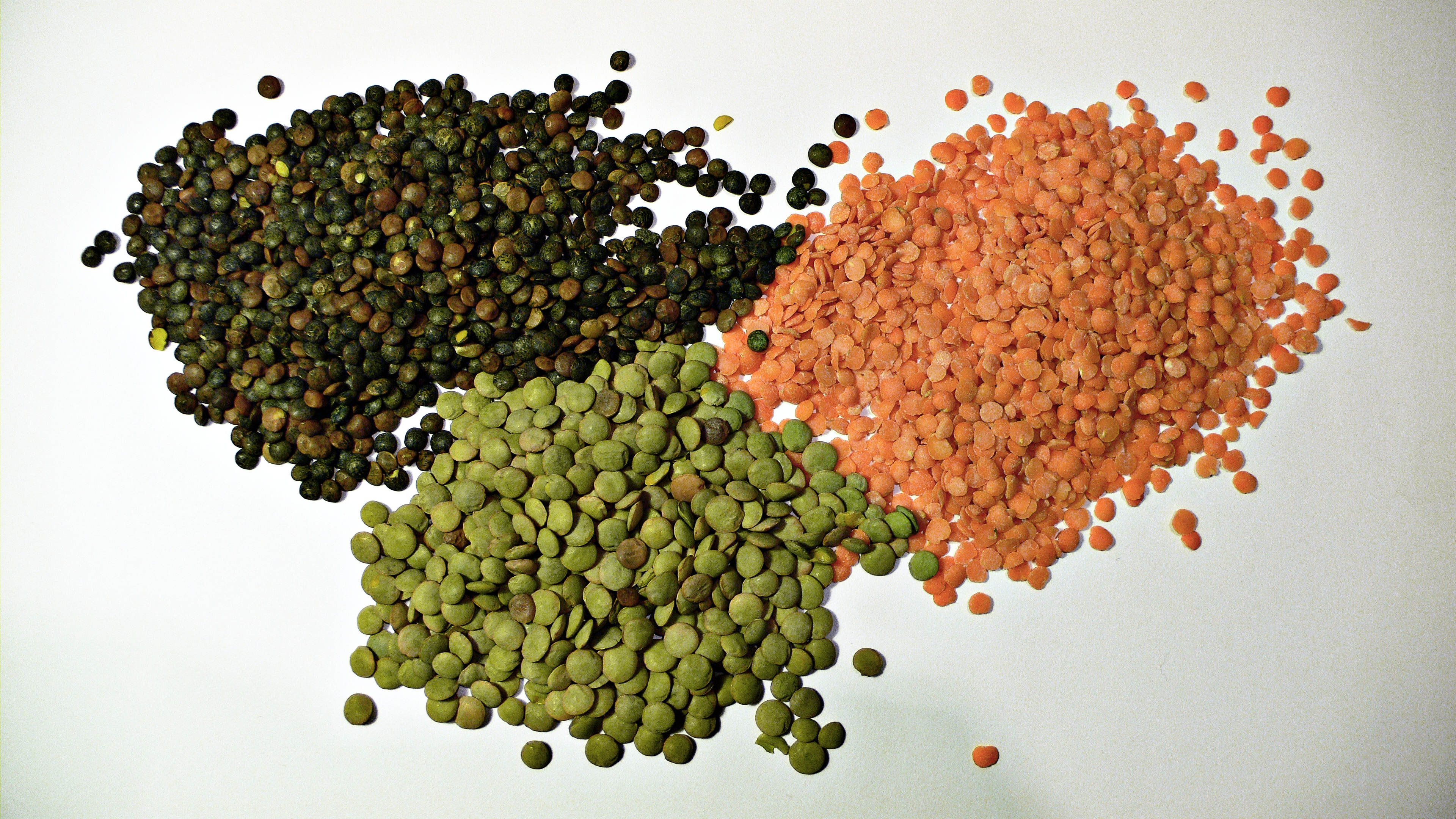
小扁豆

## 無鹽發酵豆製品

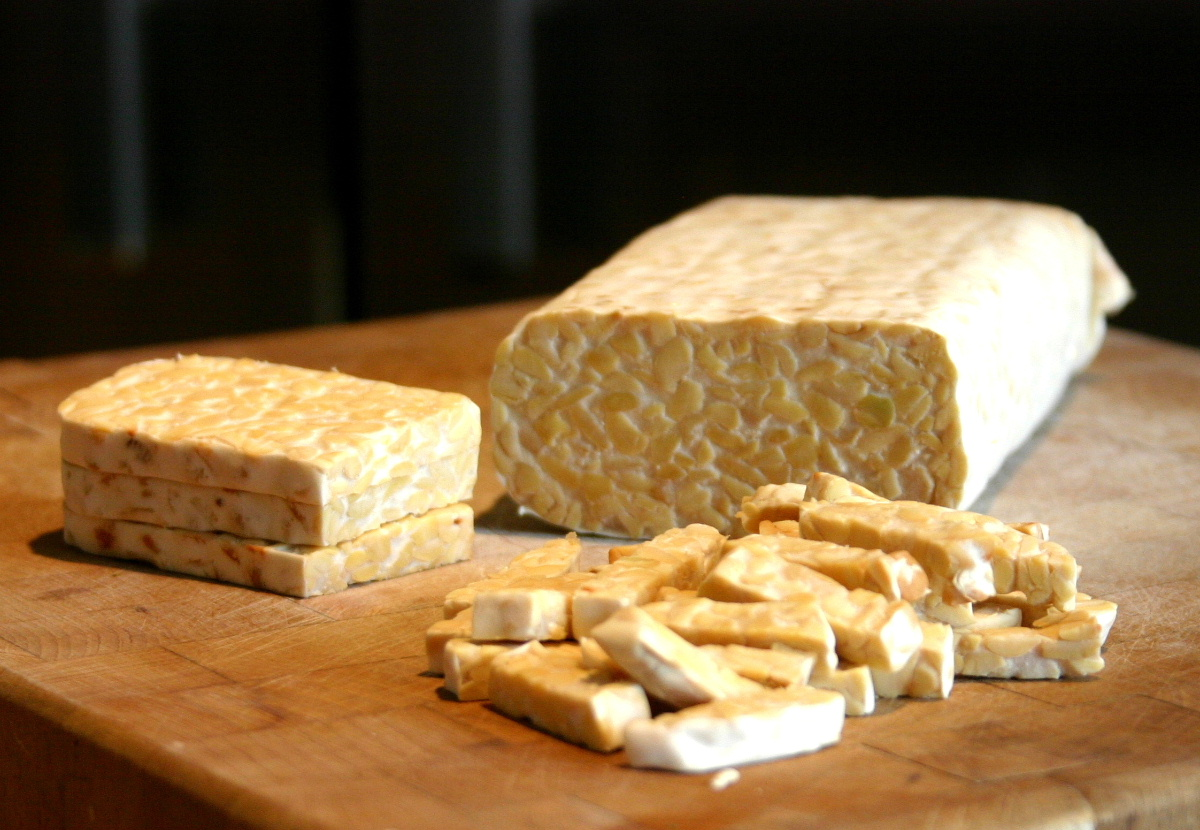
丹貝
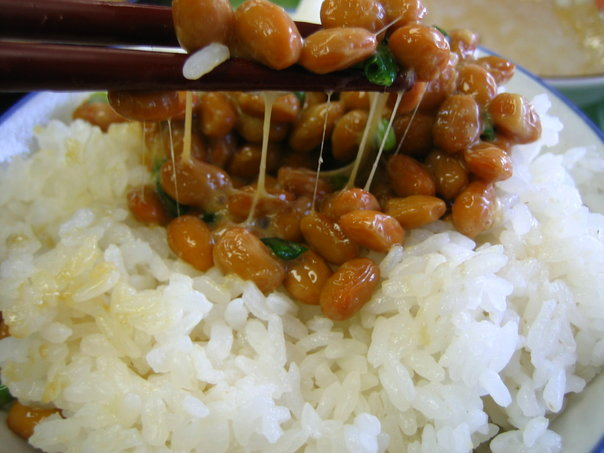
納豆
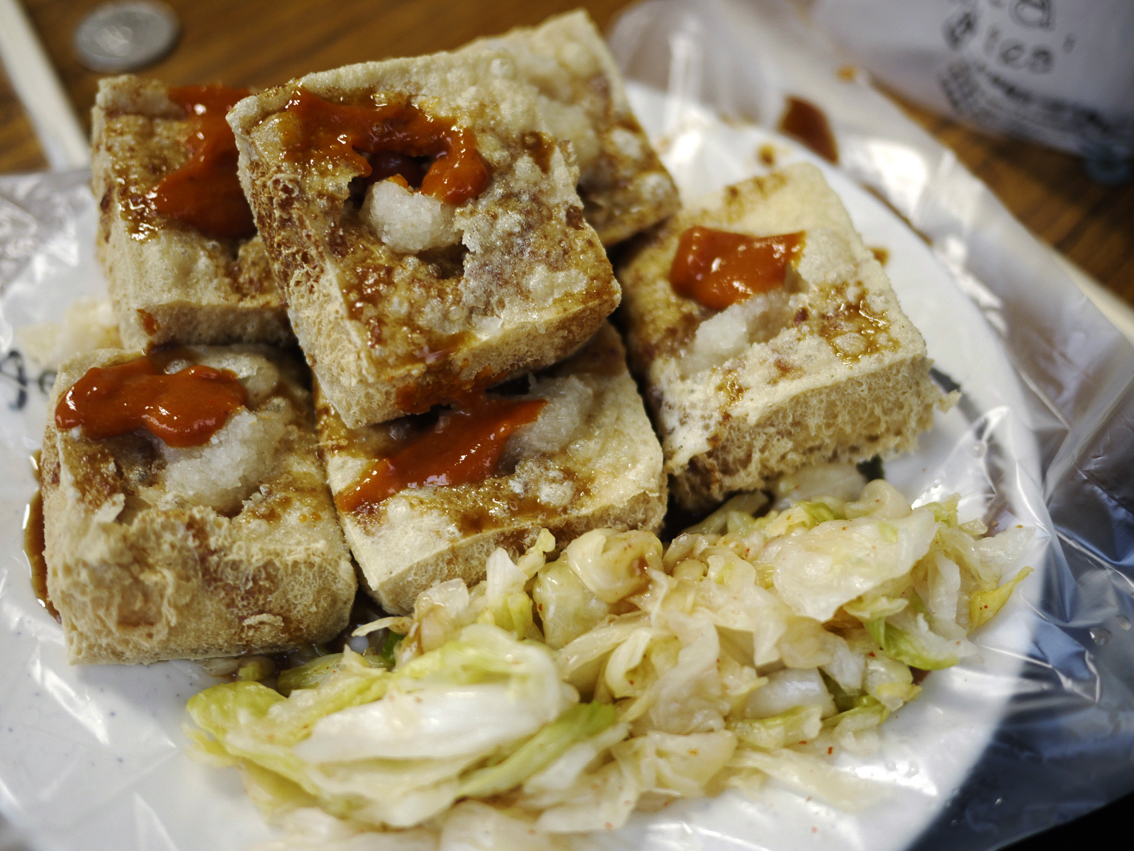
臭豆腐
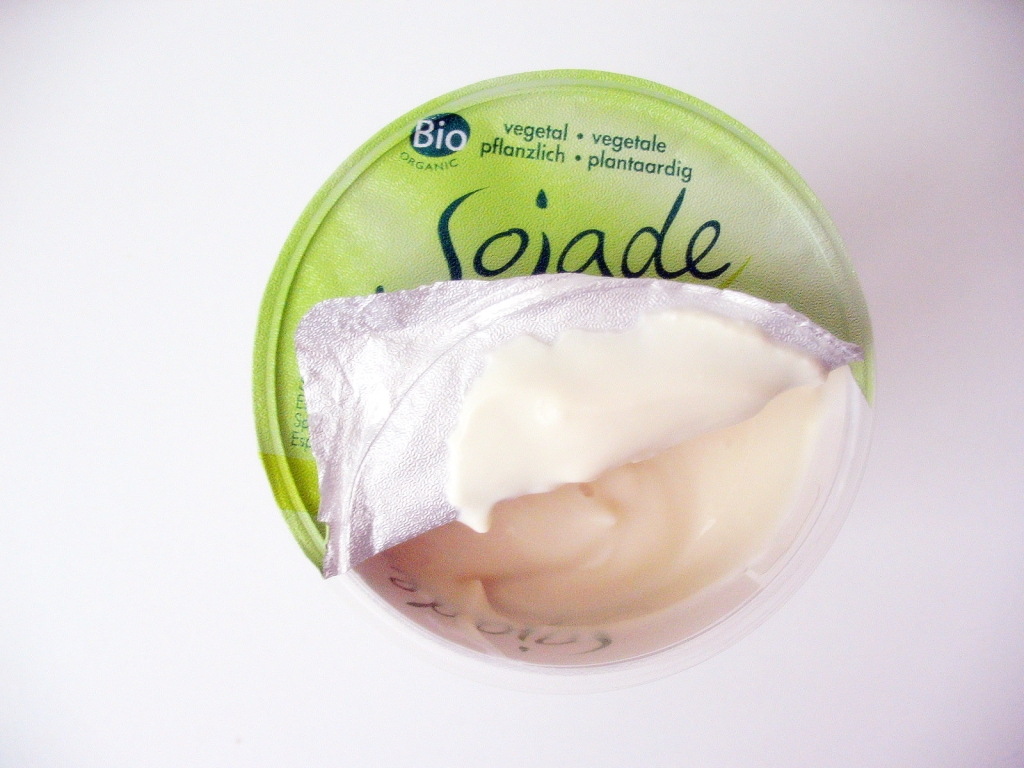
豆漿優格[註 1]

## 有鹽發酵豆製品

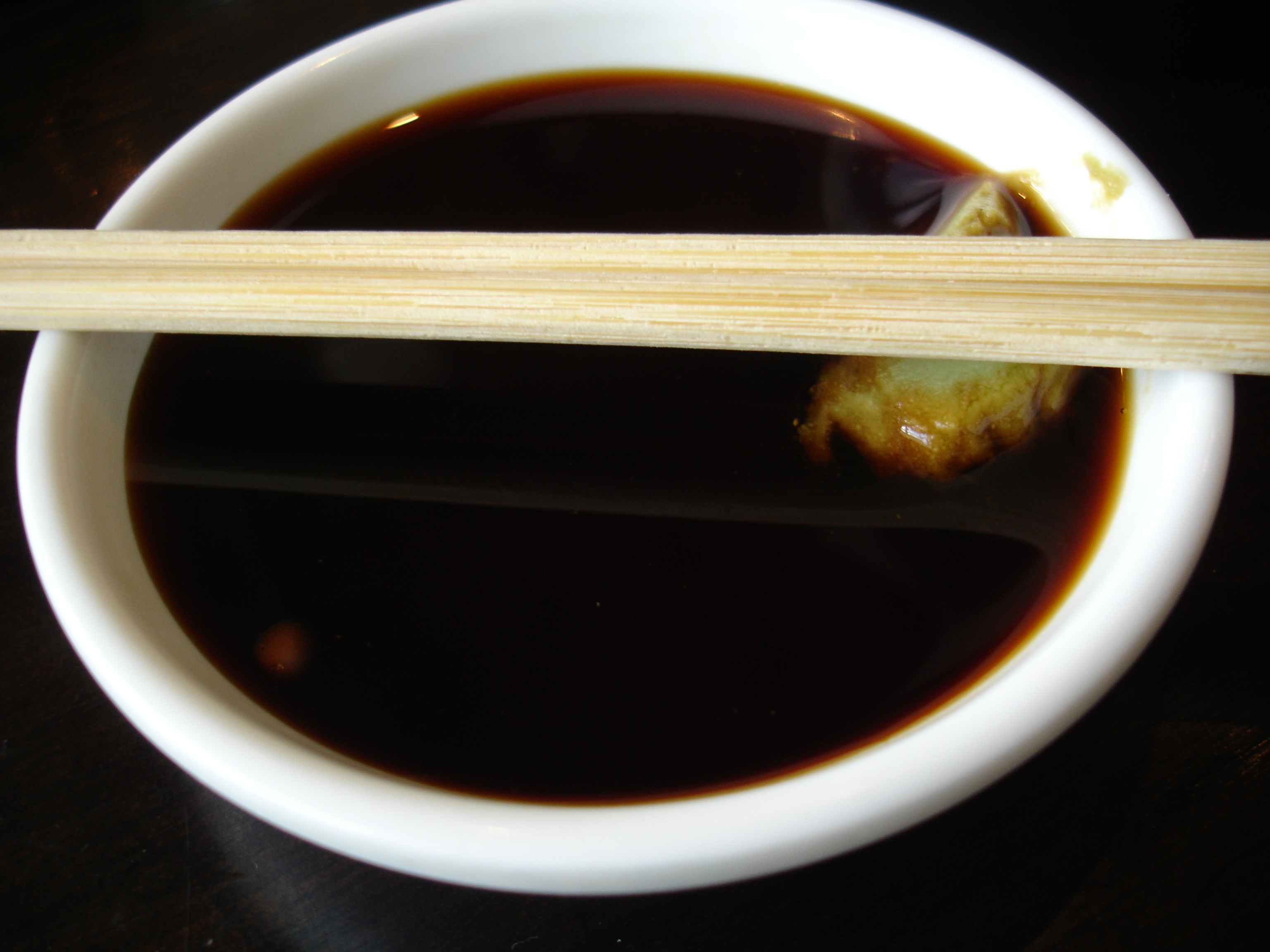
醬油
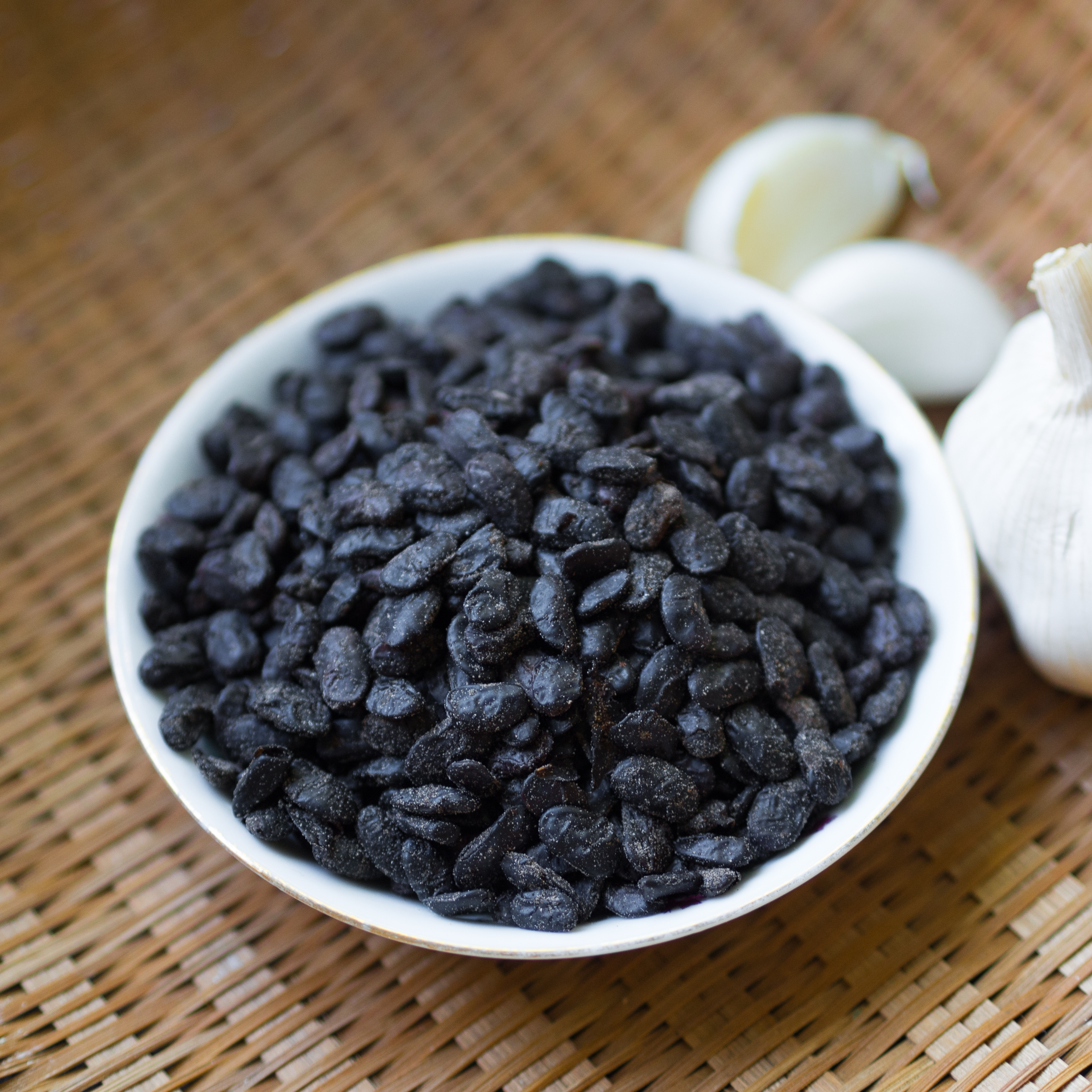
豆豉
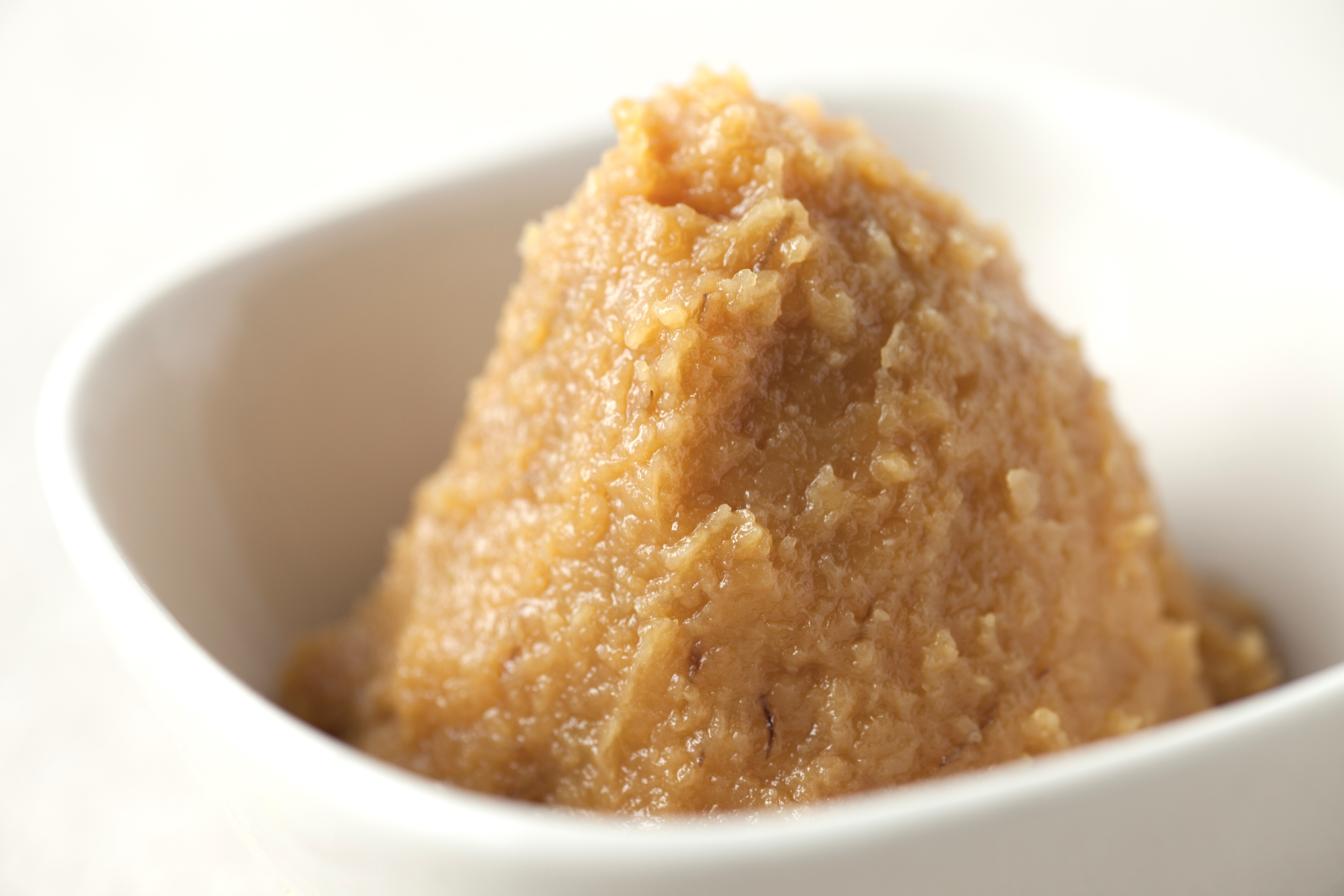
味噌
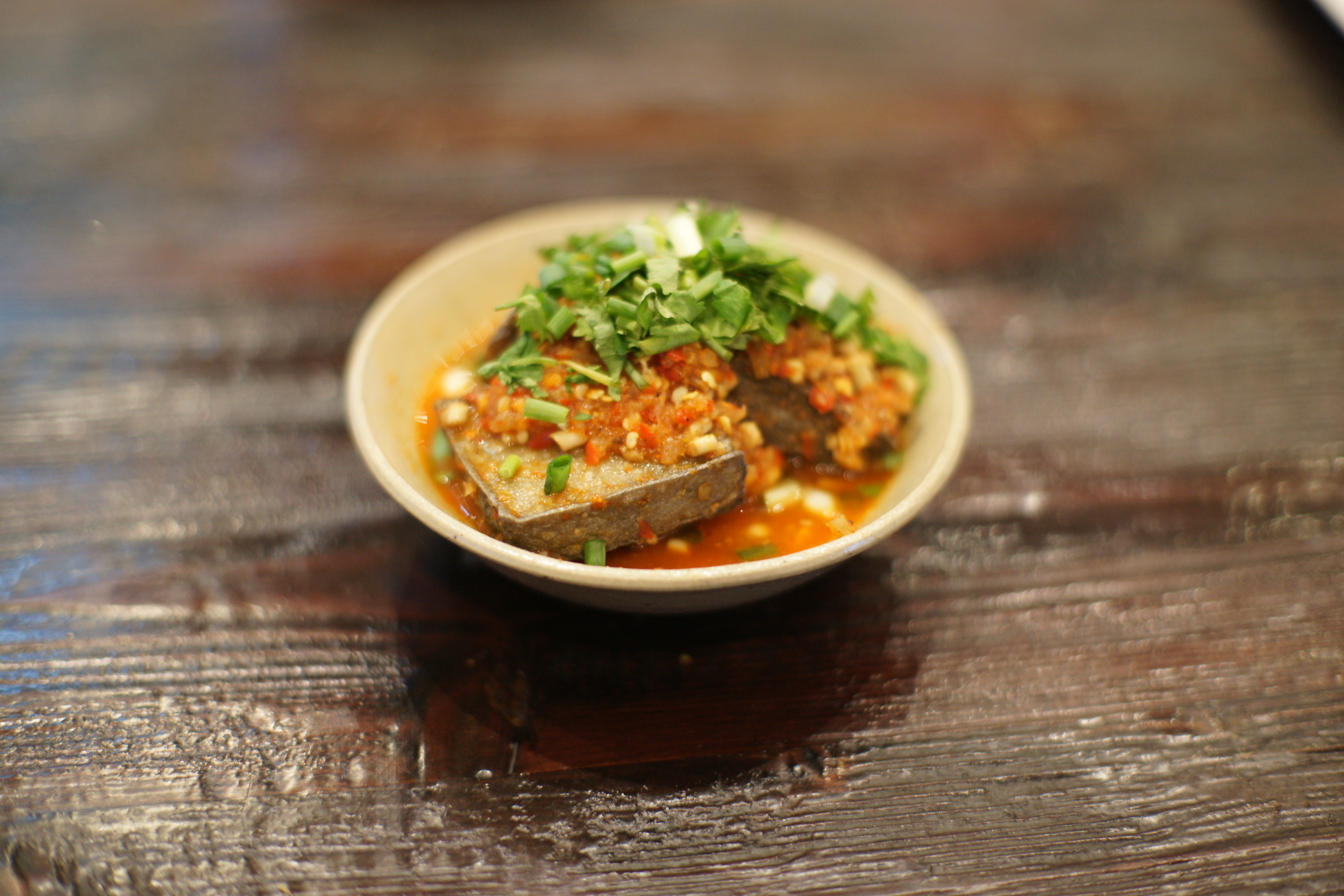
豆腐乳
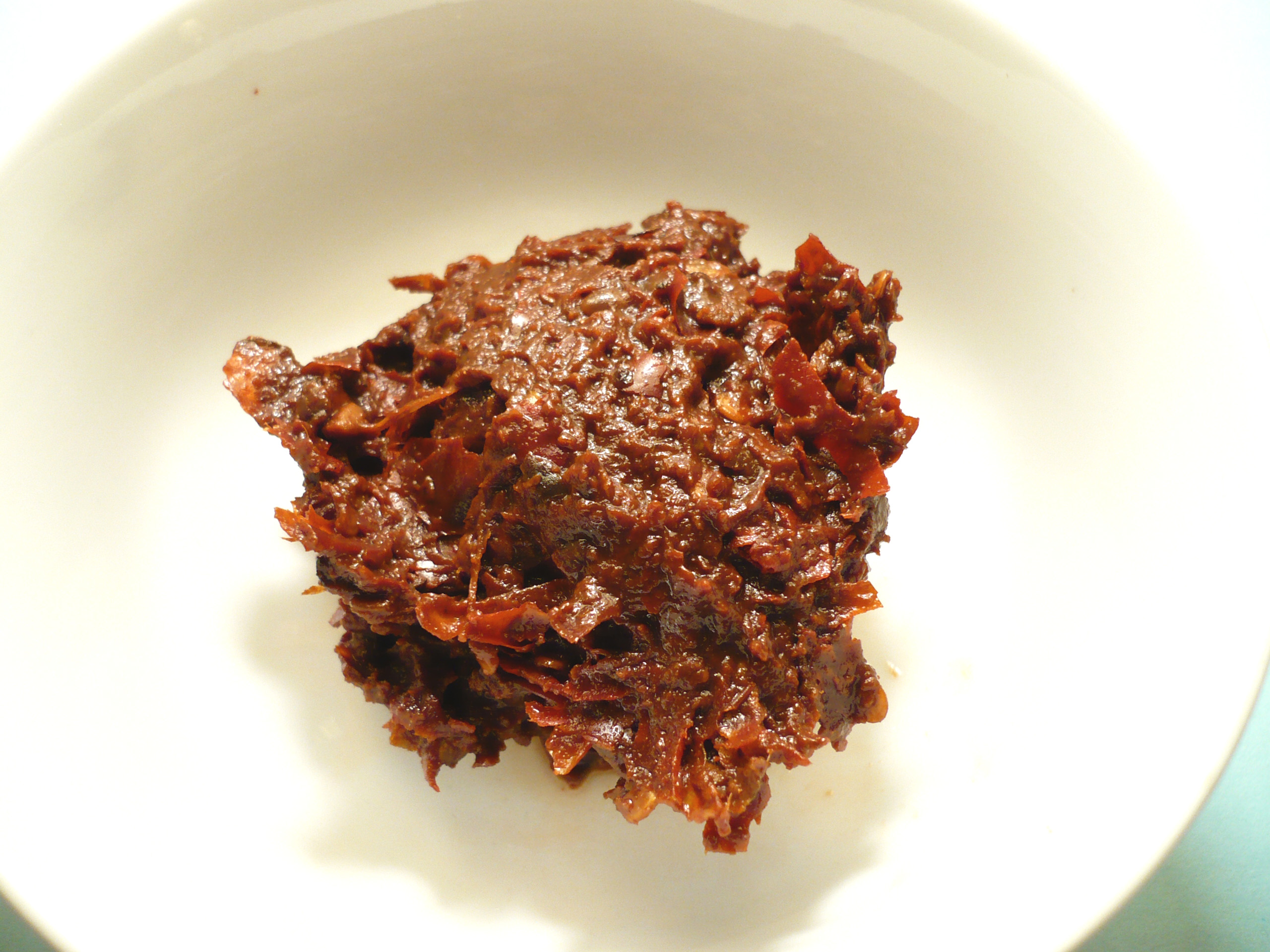
豆瓣醬

## 非发酵豆制品

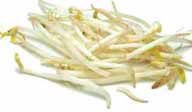
綠豆芽（豆芽菜）
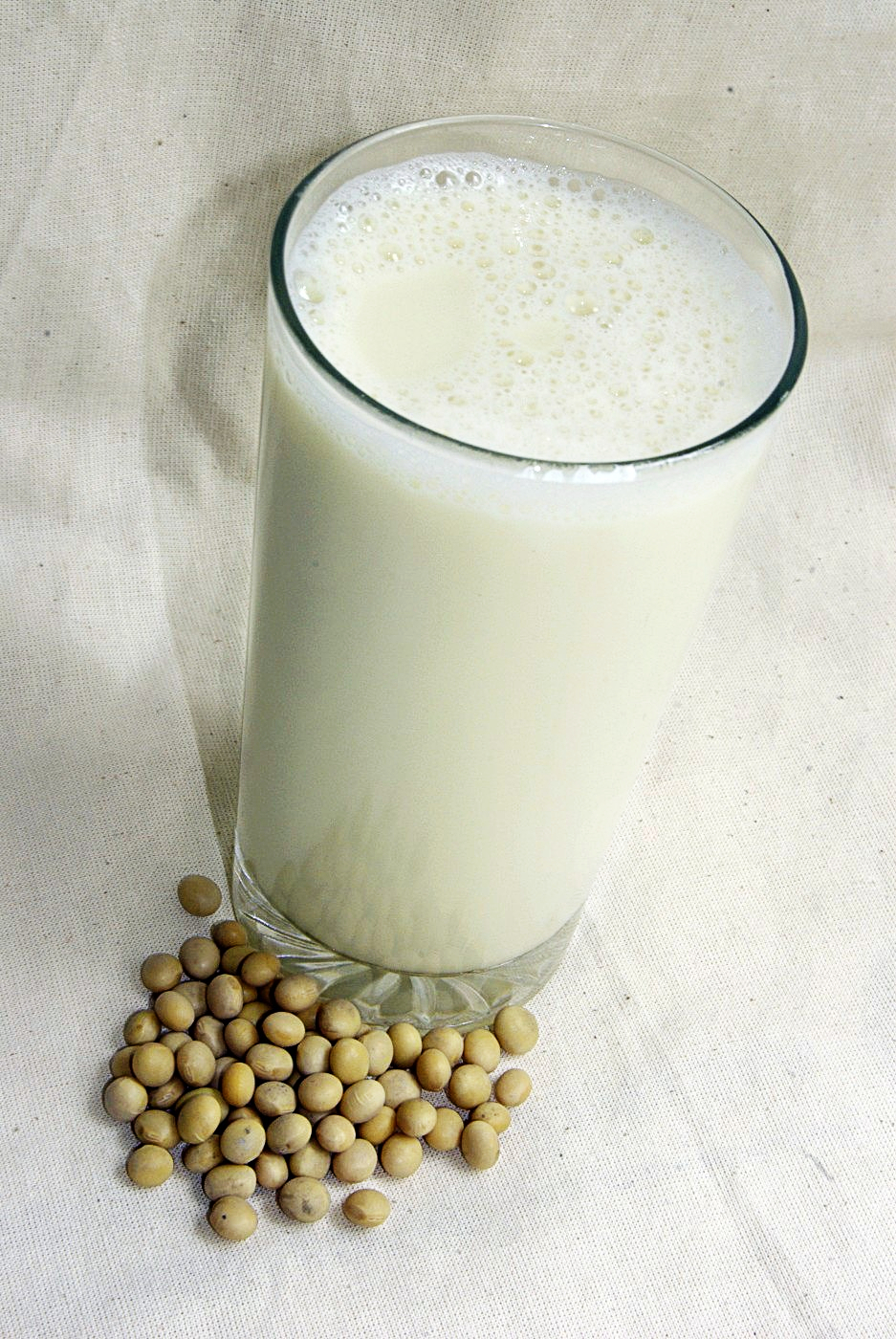
豆漿
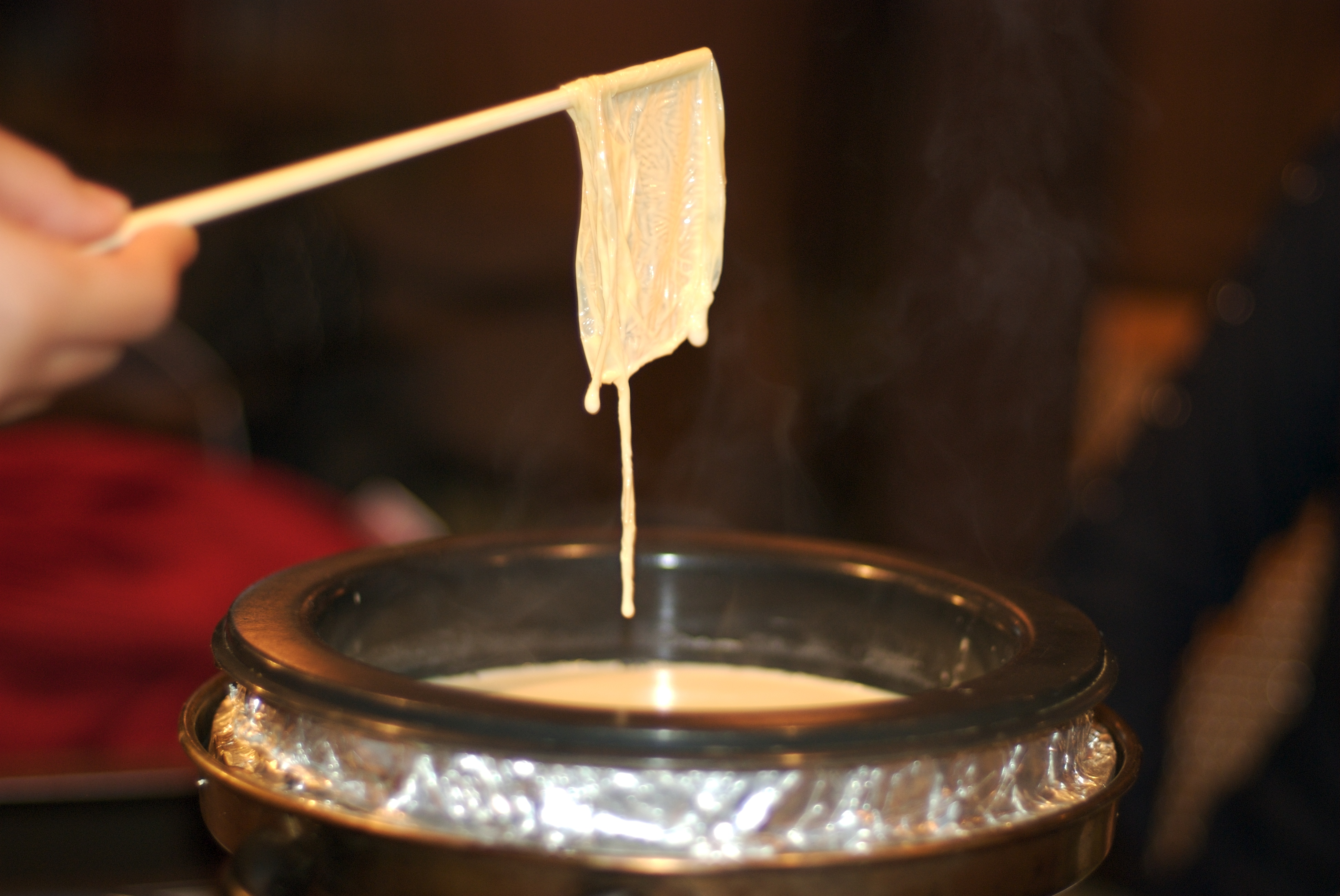
豆腐皮（豆皮、豆衣）
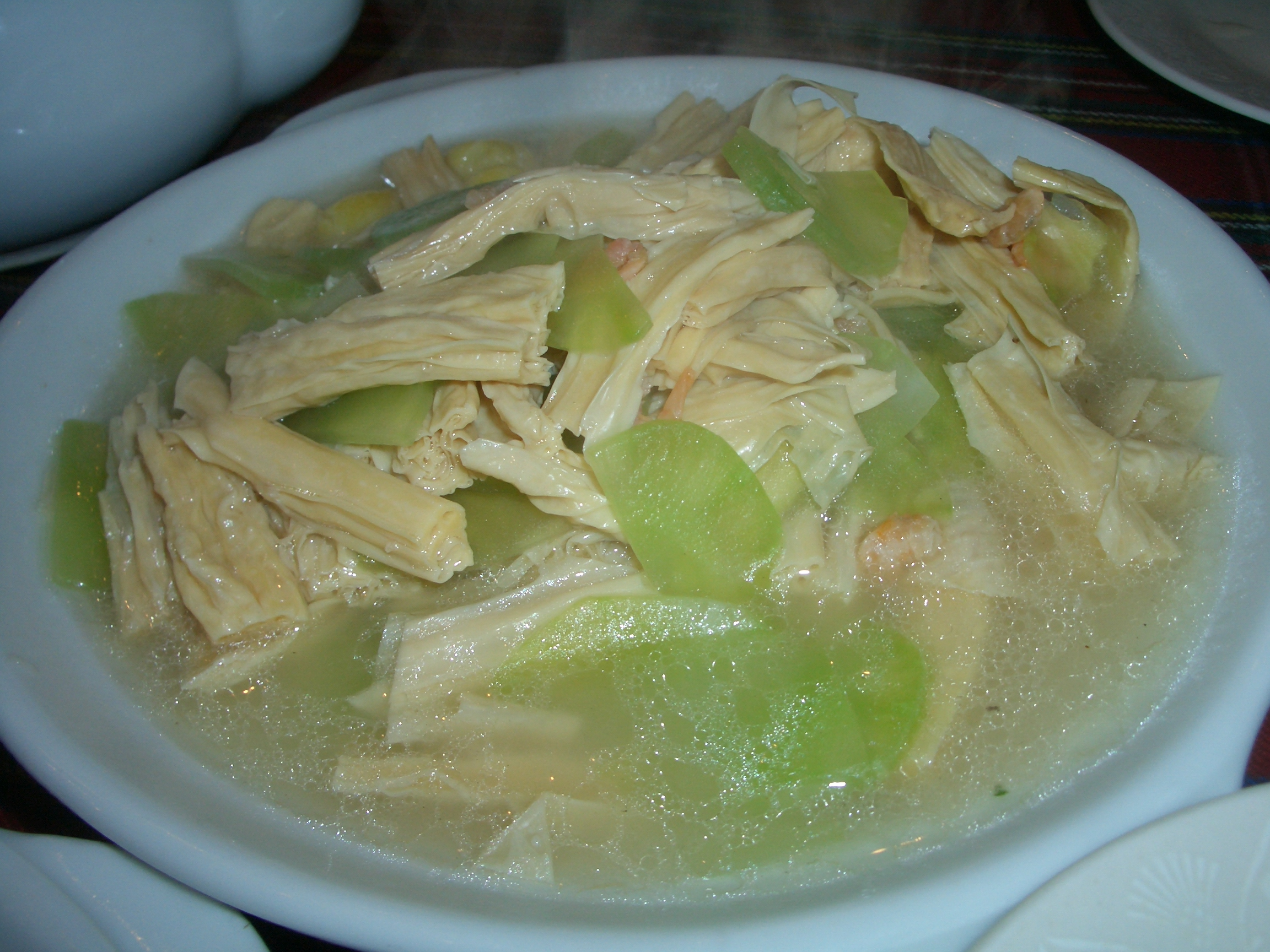
腐竹（千張、百葉）
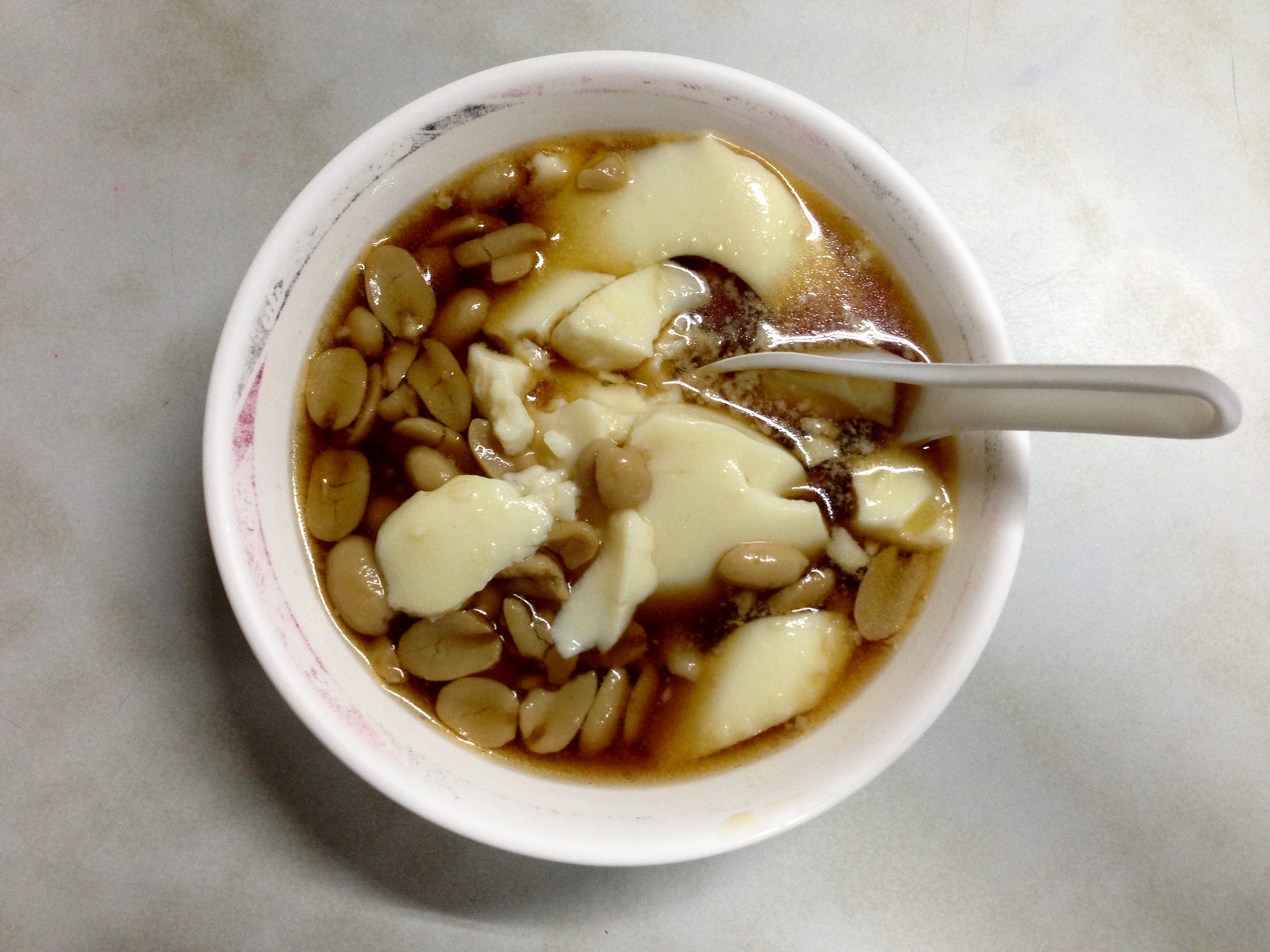
豆花（豆腐花、豆腐腦）
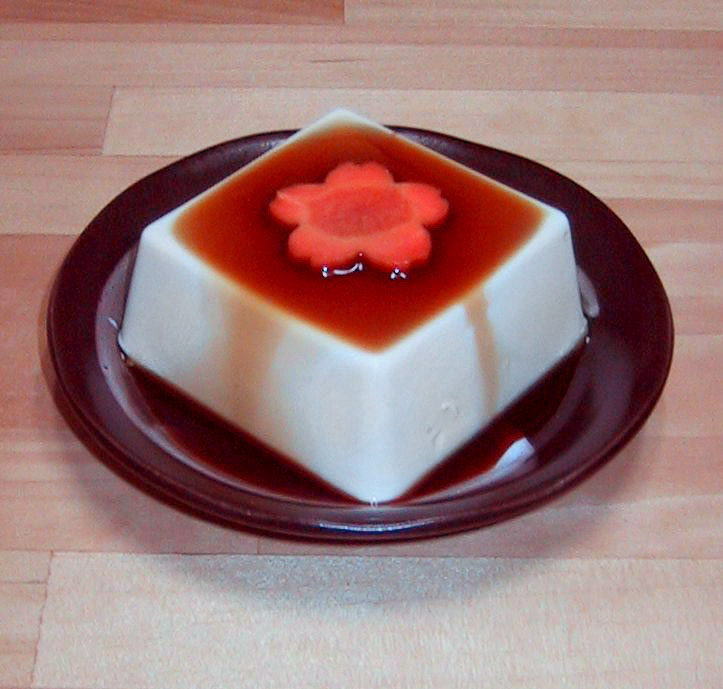
豆腐
豆鷄（素鷄）
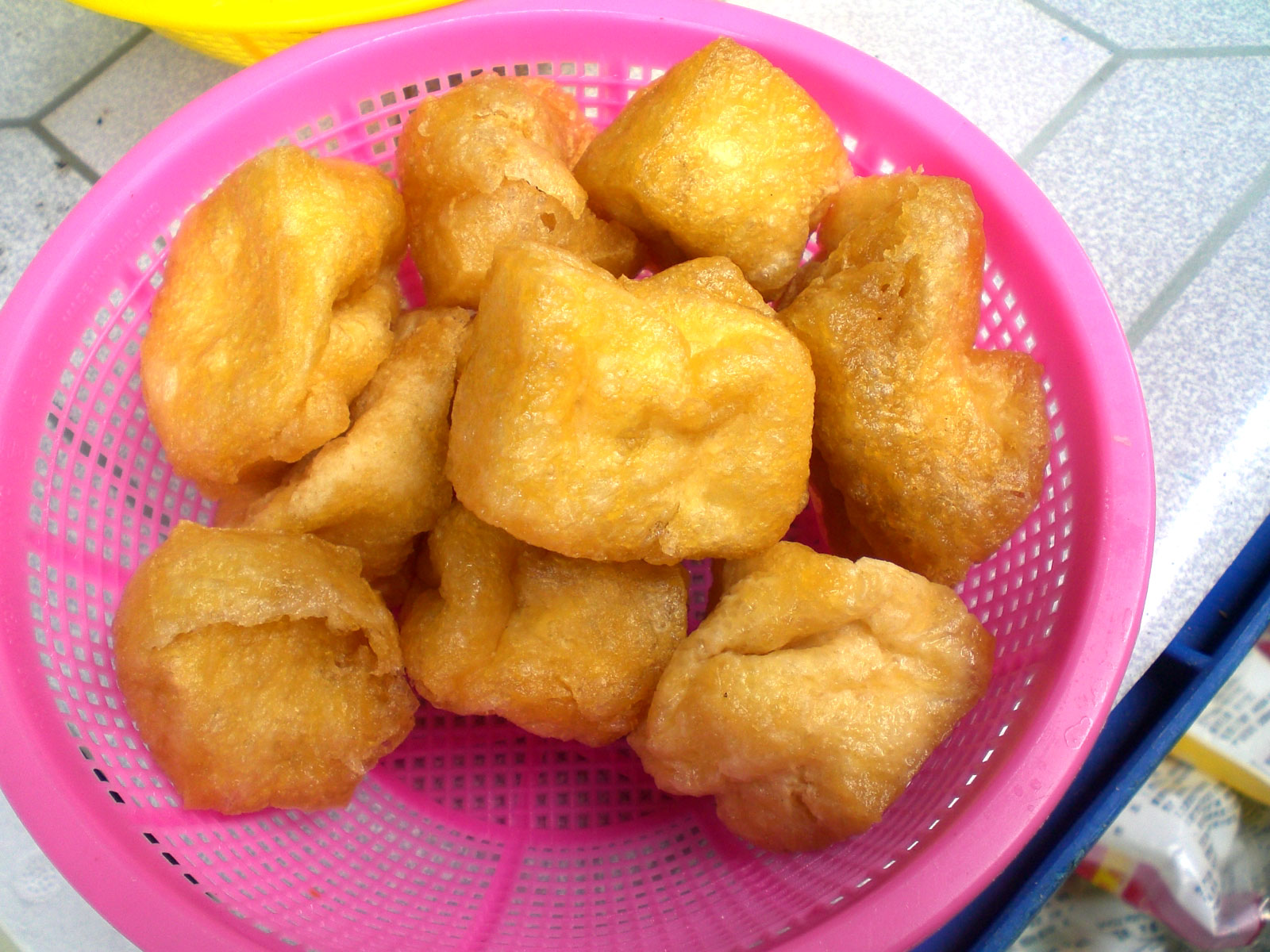
油豆腐（豆卜）
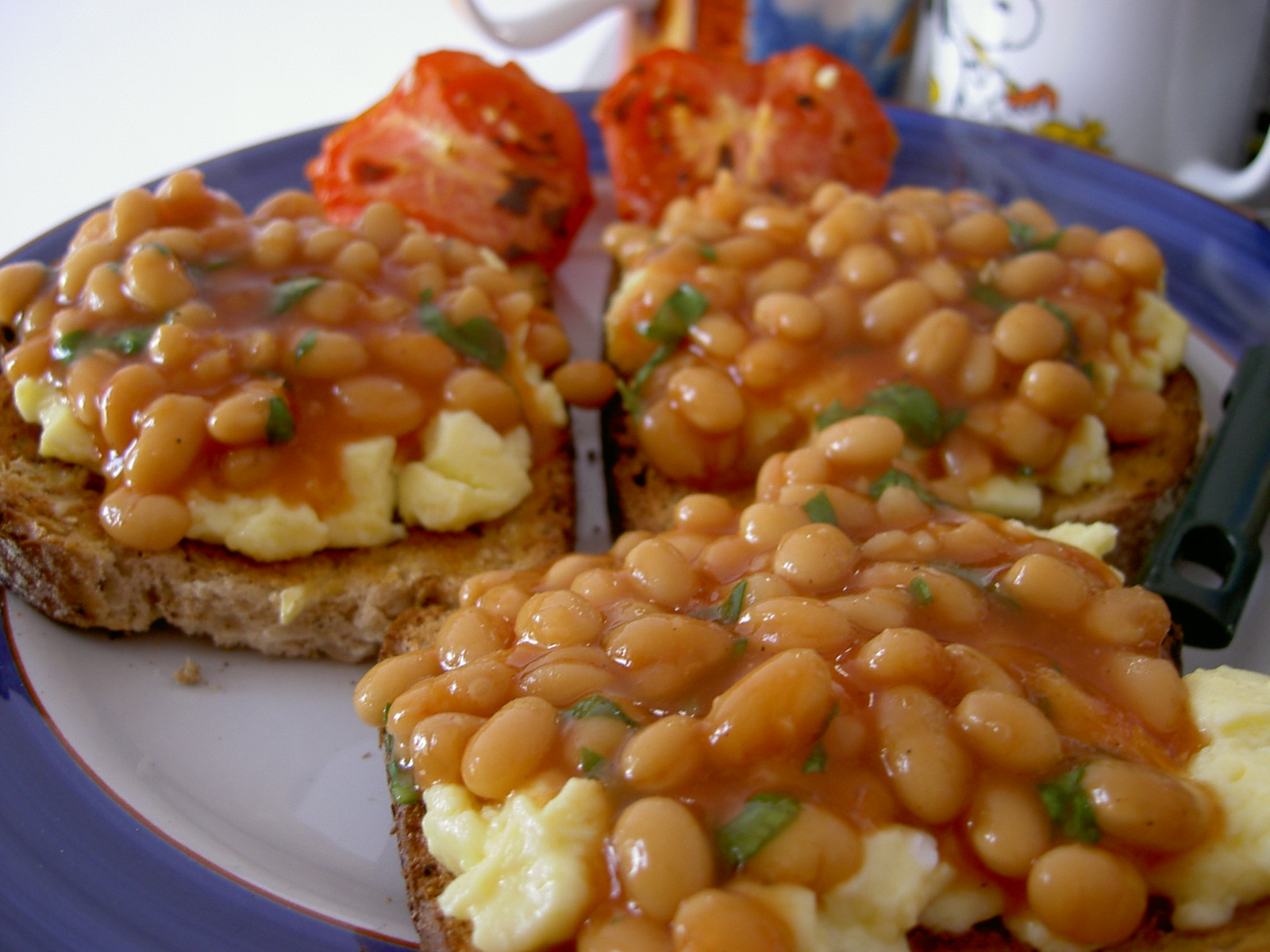
焗豆
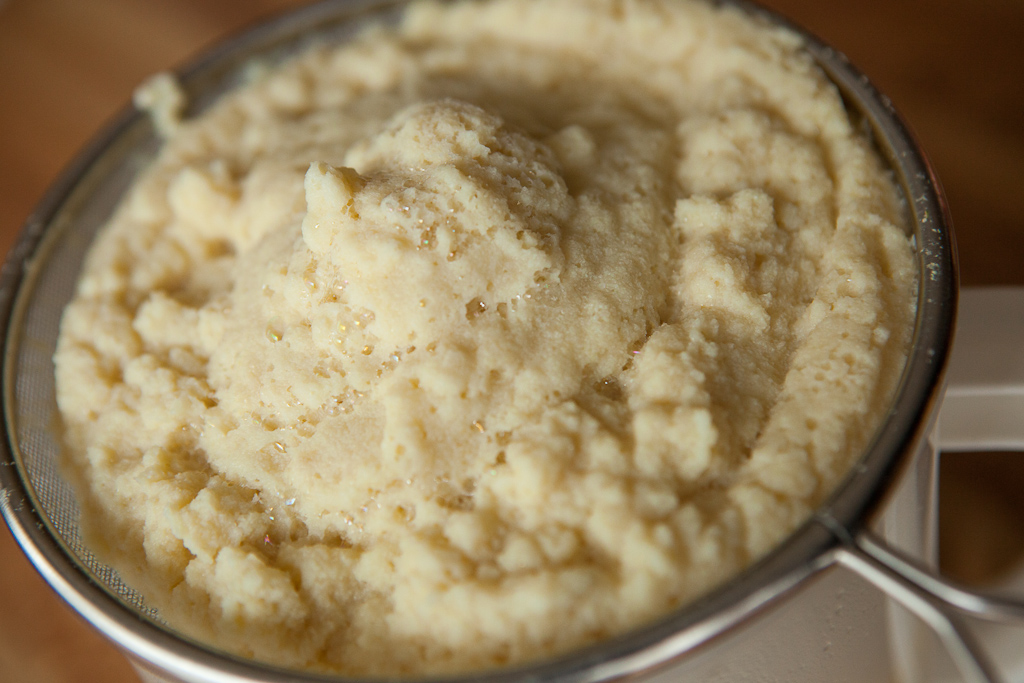
豆渣
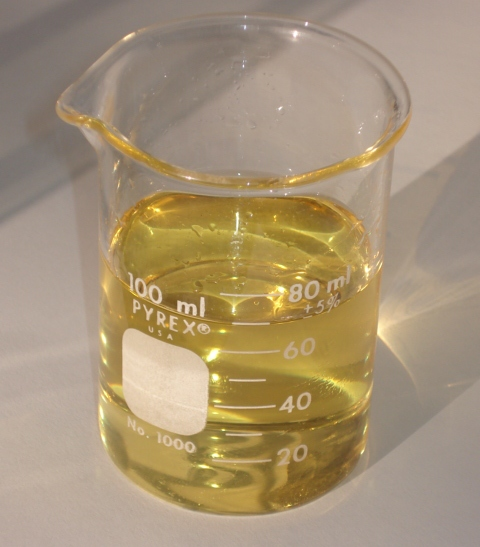
大豆油